# Octavian Ştreng
Octavian Ştreng (Nagyvárad, 1947. február 21. –) román nemzetközi labdarúgó-játékvezető.

## Pályafutása

### Nemzeti játékvezetés
1976-ban lett az I. Liga játékvezetője. Működését a román élvonalbeli játékvezetők egyik legfiatalabb sportembereként kezdte. A nemzeti játékvezetéstől 1992-ben vonult vissza. Első ligás mérkőzéseinek száma: 217. Ez a szám 1982-től 2009-ig román csúcs volt, amit Mircea Lucian Salomir játékvezetőnek sikerült megdöntenie. Az első osztályban vezetett 217 mérkőzésével a 8. helyen áll a romániai labdarúgó-játékvezetők között.

### Nemzetközi játékvezetés
A Román labdarúgó-szövetség Játékvezető Bizottsága (JB) terjesztette fel nemzetközi játékvezetőnek, a Nemzetközi Labdarúgó-szövetség (FIFA) 1986-tól tartotta nyilván bírói keretében. A FIFA JB központi nyelvei közül a angolt beszéli. 
Több nemzetek közötti válogatott és klubmérkőzést vezetett, vagy működő társának partbíróként segített. A román nemzetközi játékvezetők rangsorában, a világbajnokság-Európa-bajnokság sorrendjében többedmagával a 24. helyet foglalja el 1 találkozó szolgálatával. Az aktív nemzetközi játékvezetéstől 1992-ben a FIFA 45 éves korhatárát elérve búcsúzott. Válogatott mérkőzéseinek száma: 3.

#### Labdarúgó-világbajnokság
A világbajnoki döntőhöz vezető úton Amerikai Egyesült Államokba a XV., az 1994-es labdarúgó-világbajnokságra  a FIFA JB bíróként alkalmazta.

##### 1994-es labdarúgó-világbajnokság

###### Selejtező mérkőzés
| Időpont         | Helyszín                    | Mérkőzés típusa           | Mérkőzés         | Eredmény | Nézők száma |
| --------------- | --------------------------- | ------------------------- | ---------------- | -------- | ----------- |
| 1992. június 3. | Qemal Stafa Stadion, Tirana | előselejtező (3. csoport) | Albánia–Litvánia | 1 – 0    | 15 000      |

#### Labdarúgó-Európa-bajnokság
A női európai labdarúgó torna döntőjéhez vezető úton Norvégia rendezte a 2., az 1987-es női labdarúgó-válogatottak európai tornáját, ahol az UEFA JB játékvezetőként foglalkoztatta.

##### 1987-es női labdarúgó-Európa-bajnokság

###### Selejtező mérkőzés
| Időpont           | Helyszín                  | Mérkőzés típusa           | Mérkőzés                   | Eredmény | Nézők száma |
| ----------------- | ------------------------- | ------------------------- | -------------------------- | -------- | ----------- |
| 1985. április 27. | Városi Stadion, Szekszárd | előselejtező (4. csoport) | Magyarország–Spanyolország | 1 – 0    | 5000        |

#### A magyar labdarúgó-válogatott mérkőzései (1902–1929)
| Időpont             | Helyszín                           | Mérkőzés típusa              | Mérkőzés             | Eredmény | Nézők száma |
| ------------------- | ---------------------------------- | ---------------------------- | -------------------- | -------- | ----------- |
| 1992. augusztus 26. | Sóstói Városi Stadion, Nyíregyháza | felkészülési (666. mérkőzés) | Magyarország–Ukrajna | 2 – 1    | 8000        |